# هوغو غونزاليس
هوغو غونزاليس (بالإسبانية: Hugo González)‏ هو سباح إسباني، ولد في 19 فبراير 1999 في ميورقة في إسبانيا.